# Premio Sur
El Premio Sur es un Premio cinematográfico otorgado anualmente por la Academia de las Artes y Ciencias Cinematográficas de la Argentina para diversas categorías, desde el año 2006 conforme una elección en la que puede participar la totalidad de sus miembros. Los Premios son entregados en una ceremonia pública.
Se toman en cuenta las películas que hubieran sido estrenadas entre el mes de octubre del año anterior y el mes de septiembre del año en que se hace la votación.
El Premio consiste en una escultura diseñada expresamente para este fin, en edición exclusiva y numerada. La obtención del Premio lleva implícito el ingreso en la Academia, con exención de la cuota de ingreso, toda vez que lo solicite el ganador del mismo. Se entrega además un diploma a todas las nominaciones.
La Academia tiene como antecedente a la que existió con el nombre de Academia de Artes y Ciencias Cinematográficas de la Argentina entre su fundación en el año 1941 y su disolución en el año 1955 y que también otorgaba Premios a la producción cinematográfica argentina, se llamaban Premios Cóndor Académico.
Hasta su edición del año 2005, en Argentina, los Premios Cóndor de Plata eran considerados los equivalentes al Premio Óscar (Estados Unidos), Premio Ariel (México), a los Premios Goya (España), etcétera. 
A partir del año 2006, es equivalente en Argentina a los Premios Óscar (Estados Unidos), Premio Ariel (México), a los Premios Goya (España), etcétera, son considerados Premios Sur.

## Reglamento para el otorgamiento de los Premios

### Películas que participan
Todos los filmes nacionales de largometraje estrenadas en Argentina en salas comerciales y con taquilla abierta al público, entre el 1 de octubre y el 30 de septiembre de cada año, que hayan permanecido en cartel al menos siete días consecutivos. Se entiende por películas nacionales las películas producidas y estrenadas en conformidad con la Ley de Fomento de la Actividad Cinematográfica Nacional Número 17741 y modificatorias.
Al premio a la Mejor dirección podrán acceder indistintamente los directores de películas documentales y de ficción (incluyendo directores de ópera prima). Se entiende como ópera prima al primer largometraje, documental o de ficción, de un realizador o el segundo largometraje, si el anterior hubiera sido codirigido o los anteriores hubieran sido codirigidos con un realizador o más realizadores.
Para el Premio a la Mejor música original sólo participan aquellas películas que cumplan las condiciones de tener registrada la música de su banda sonora antes del 30 de junio de ese año y de que sea original al menos un 51% incluyendo en este porcentaje los títulos de crédito de cabecera o final, según el “cue sheet” depositado en la misma. No se considera original la música preexistente, de dominio público, popular o archivo.

### Personas que lo reciben
El Premio corresponderá a la persona o las personas que figuren como máximos responsables, en la respectiva especialidad en los títulos de crédito de las películas. El Premio de Mejor película corresponderá al productor, el Premio de Mejor ópera prima al director. En el caso del Premio al Mejor sonido y Mejor montaje la indicación del nombre del responsable que resulte de la ficha técnica de cada productora deberá estar certificada por la Comisión de Sonido y Montaje de la Academia. Se procederá a corregirlas en caso necesario. El Premio se otorga a la versión estrenada en la República Argentina.
El Premio al Mejor Actor / a la mejor Actriz Revelación se otorga a aquellos actores / aquellas actrices noveles que se hayan destacado por su primera interpretación cinematográfica sea como protagonistas, coprotagonistas o secundarios.

### Votaciones
Secretas y se hacen en dos fases. En la primera, se eligen cuatro nominaciones por categoría en la cual participan los miembros de la Academia con derecho a voto que pertenezcan a la respectiva especialidad con excepción de las nominaciones a Mejor película y Mejor ópera prima que serán votados por los miembros de todas las especialidades. Las nominaciones para el Premio a la Mejor película extranjera serán decididas por una Comisión especialmente designada para tal fin por la Comisión Directiva de la Academia.
En la segunda fase la totalidad de los Miembros de la Academia con derecho a voto eligen los ganadores entre quienes hayan sido nominados.

## Categorías premiadas de cine
- Mejor película.
- Mejor ópera prima.
- Mejor dirección.
- Mejor actriz.
- Mejor actor.
- Mejor actriz de reparto.
- Mejor actor de reparto.
- Mejor actriz revelación.
- Mejor actor revelación.
- Mejor guion original.
- Mejor guion adaptado.
- Mejor fotografía.
- Mejor montaje.
- Mejor dirección artística.
- Mejor diseño de vestuario.
- Mejor música original.
- Mejor sonido.
- Mejor película extranjera.
- Mejor película documental (desde 2007).
- Mejor maquillaje y caracterización (desde 2008).
- Mejor serie (desde 2021).
- Mejor película de animación (desde 2024).
- Mejor película iberoamericana (desde 2024).

## Premios de cada edición
| Años |
| 2006 · 2007 · 2008 · 2009 · 2010 · 2011 · 2012 · 2013 · 2014 · 2015 · 2016 · 2017 · 2018 · 2019 · 2020 · 2021 · 2022 · 2023 · 2024 |

## Premios de honor
- Se conceden para la labor de toda una vida o para aquellos trabajos relacionados con la producción cinematográfica, que no puedan incluirse en el marco de una de las especialidades académicas concretas. Este premio deberá ser votado por las dos terceras partes de la Junta Directiva.
- Premio Sur de honor (edad mínima 60 años, tener nacionalidad argentina…)
- Algunos de los galardonados:
  - Fabián Bielinsky
  - Eduardo Mignogna
  - Gerardo Vallejo
  - Juan Carlos Garate (productor de cine principalmente)
  - Jorge Garate
  - Federico Luppi
  - Adolfo Aristarain
  - Ulises Dumont
  - Jorge Preloran
  - Alejandro Doria
  - Jorge Sarudiansky (director artístico principalmente)
  - Axel Pauls
  - Susana Campos
- Anexo:Premio Cóndor de Plata Honorífico

## Otros premios de cine
- Premios Óscar de la Academia de Artes y Ciencias Cinematográficas.
- Premios Globo de Oro de la Asociación de la Prensa Extranjera de Hollywood.
- Premios BAFTA de la Academia Británica de las Artes Cinematográficas y de la Televisión.
- Premios César de la Academia de las Artes y Técnicas del Cine de Francia.
- Premio David de Donatello de la Academia del Cine Italiano.
- Premios del Cine Europeo de la Academia de Cine Europeo.
- Premio Ariel de la Academia Mexicana de Artes y Ciencias Cinematográficas.
- Premios Goya de la Academia de las Artes y las Ciencias Cinematográficas de España.
- Premios León checo de la Academia Checa de Cine y Televisión.

### Otros Festivales de cine de Argentina
- Premios Cóndor de Plata de la Asociación de Cronistas Cinematográficos de la Argentina.
- Festival Internacional de Cine de Mar del Plata.
- Buenos Aires Festival Internacional de Cine Independiente.